# 마스 크리스티안센
마스 크리스티안센(덴마크어: Mads Christiansen, 1986년 5월 3일~)은 덴마크의 핸드볼 선수로 포지션은 라이트백이다. 현재 덴마크 2부 리그의 프레데리카 HK 소속으로 뛰고 있다. 이전에는 덴마크 핸드볼 리그와 핸드볼 분데스리가에서 활약했으며, 2010년에 올보르 혼볼 소속으로 덴마크 리그 우승, 2021년에는 EHF 챔피언스리그 준우승을 달성했다.
덴마크 국가대표 선수로 활동하여 2016년 하계 올림픽 금메달을 획득했고, 세계 선수권 대회 준우승 1회, 유럽 선수권 대회 우승 1회, 준우승 1회를 달성했다. 